# منطقه حفاظت‌شده شیدا
منطقهٔ حفاظت‌شدهٔ شیدا یک منطقهٔ حفاظت‌شده با مساحت ۲۱۹۷۹ هکتار است که در استان چهارمحال و بختیاری در ایران قرار دارد. این منطقهٔ حفاظت‌شده طبق مصوبهٔ شمارهٔ ۷۴۲ در تاریخ ۹۷/۰۵/۰۱ در فهرست مناطق تحت حفاظت سازمان محیط زیست ایران قرار گرفت.